# Шот Каль

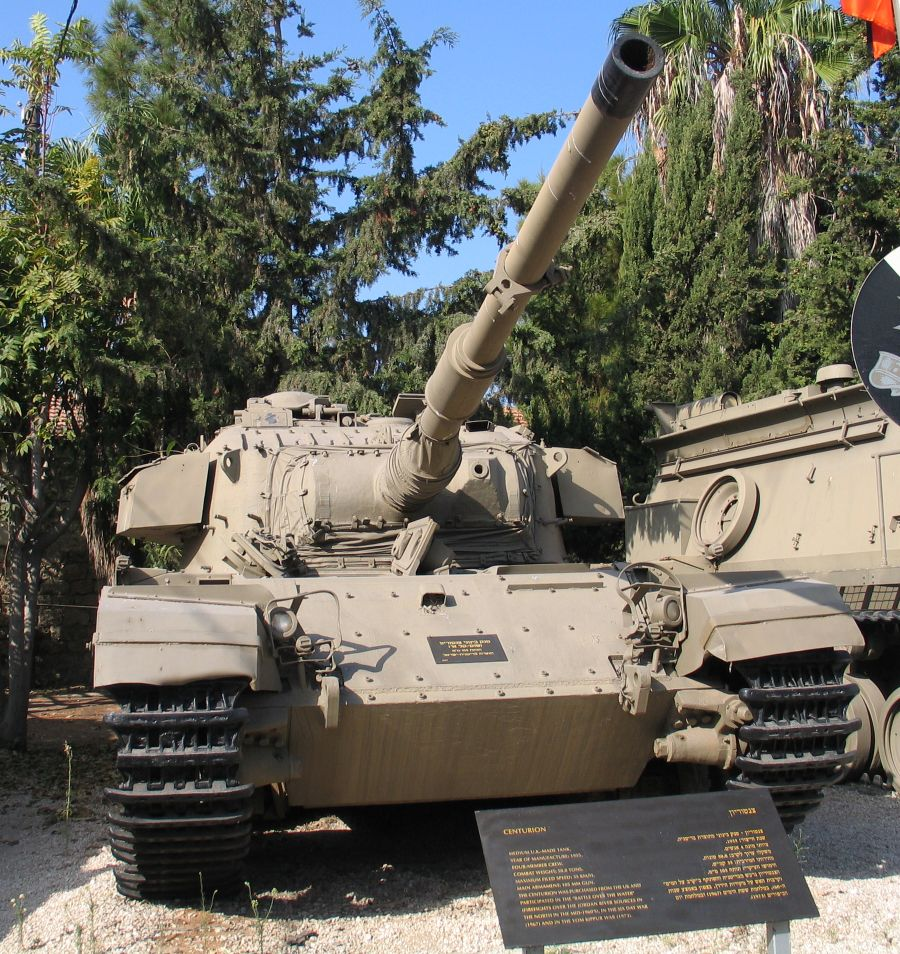
Шот Каль Алеф в ізраїльському музеї

Шот, Шот Каль — ізраїльська назва англійського середнього (за радянською класифікацією) танка першого покоління Центуріон, що стояв на озброєнні сухопутних танкових сил Армії Оборони Ізраїлю (АОІ чи ЦАХАЛ). На івриті Шот означає «бич», або «батіг», Шот Каль — «Легкий батіг», крім того «каль» є жаргонним скороченням від назви двигуна «Континенталь», встановленого на модернізованих зразках танків.

## Закупівля та прийняття на озброєння
Перше звернення Ізраїлю до Великої Британії з питання можливої закупівлі танків Центуріон датується 1953 роком, рішення про продаж прийнято в 1955 році, але через низку політичних причин
контракт був підписаний тільки в 1958 році. Перші танки надійшли до Ізраїлю в 1959 році.
Закуповувалися потримані танки моделі Mk.5, а також нові Mk.7 і Mk.8, є відомості про закупівлю певної кількості Mk.3. Старі танки закуповувалися після капітального ремонту, крім того, оригінальна 20-фунтова танкова гармата замінювалося на 105-мм гармату L7. До 1964 року капітальний ремонт і заміна гармати виконувалися у Великій Британії, після — безпосередньо в Ізраїлі. Деякі танки надійшли в АОИ з оригінальною гарматою, але в більшості випадків вона була замінена.
Всього було закуплено близько 1100 танків. Надійшли на озброєння танки отримали в ізраїльській армії назва  'Шот' , для танків з 20-фунтовой гарматою використовувалося назву «Центуріон».

## Модернізація
Модернізація танків  'Шот'  почалася в 1969 році, на ізраїльському танкоремонтному заводі. Починаючи з 1970 року на озброєння надходили лише модернізовані танки.
Модернізація в основному полягала в наступному:
- Англійська бензиновий двигун водяного охолодження «Метеор» замінювався на американський дизель «Теледайн Континенталь» AVDS-1790-2АС з повітряним охолодженням.
- Механічна трансмісія замінювалося на гідромеханічну трансмісію типу «крос-драйв» «Аллісон» CD850-6.
- Моторне відділення перекомпоновувати для нової системи охолодження двигуна.
- На надгусеничних полицях встановлювалися броньовані повітряні фільтри.
- Замінювалося електросистема танка.
- Модернізувалися головні фари.

Модернізація була покликана збільшити рухливість, запас ходу, спростити управління, а також зменшити пожежонебезпечність, за рахунок переходу на дизельне паливо. Крім того, нові дизельні двигуни мали набагато більший моторесурс, ніж застарілі англійські «Метеори». Боєзапас танка збільшився до 72 пострілів.
Модернізовані танки отримали назву  'Шот Каль' , немодернізовані неофіційно стали називатися «Шот Метеор» або «Шот бензин».

## Участь у бойових діях
Танки Шот брали участь в Шестиденної війні 1967, на момент початку війни в ізраїльській армії налічувалося 385 таких танків, з них 293 боєготових. Тільки 10 танків були варіантом з 20-фунтових гармат, решта мали 105-мм гармату.
Танки Шот використовувалися в операціях Війни на виснаження.
На момент початку Війни Судного Дня в 1973 в складі АОІ було 222 Шот і 787 Шот Каль, що становило половину ізраїльського танкового парку .
На північному фронті, на Голанських висотах, ізраїльтяни розгорнули 177 Шот Каль 7-ї бронетанкової бригади та 188-ї бригади «Барак». Ці регулярні з'єднання в запеклій битві зупинили атаку приблизно 1200 сирійських танків, включаючи сотні [джерело не вказане 4439 днів] Т-62 з їх потужними 115-мм гарматами. Протягом 48 годин безперервно меншу кількість «Шотов» стримувало сирійців, поки ізраїльтяни спішно мобілізували і посилали резервістів і танки на оборону Голанських висот. Після 51 години майже безперервного битви сирійці почали відхід, залишивши на полі битви близько 500—600 підбитих танків і приблизно стільки ж інших бойових машин. Екіпажу одного Шот під командуванням майора Шмуеля Аскарова знищив у перший день війни 35 Т-54/55 і велика кількість бронетранспортерів. У ході цього бою ізраїльський танк був підбитий чотири рази, і після чергового попадання снаряда Т-54 Аскаров був поранений.
Деяка кількість Шот Каль брало участь в Ліван ської операції «Мир Галілеї» в 1982 рок у.

## Різновиди танків Шот Каль
Зміни по ходу модернізації привели до створення декількох різновидів  'Шот Каль' . Деякі танки перероблялися з одного різновиду в іншу в результаті додаткової модернізації.
- Шот Каль, офіційно Шот Каль Алеф — первісний модернізований варіант.
- Шот Каль Бет — гідравлічні приводи управління баштою і гарматою, замість початкових електричних.
- Шот Каль Гімель — стабілізатор «Honeywell», такий же як на танку M60A1. Більш потужний генератор і змінена система випуску.
- Шот Каль Далет — СУО «Барак-Ор», кулемет и «Браунінг» M1919 замінені на MAG-58.
- Шот Каль Хей — СУО «Галь», виготовлений тільки 1 дослідний зразок.

## Зняття з озброєння
Танки Шот і Шот Каль були зняті з озброєння регулярних танкових частин ЦАХАЛа в 1992 році, проте велика кількість цих танків залишалося після цього в тренувальних і резервістних частинах. В основному процес повного зняття танків з озброєння завершився до 2001 року, але деякі машини досі залишаються в резервних частинах 
Зняті з озброєння танки переробляються в важкі БТР і БРЕМ.

## Бойові машини на основі танка
- «Нагмашот»
- «Нагмахон»
- «Накпадон»
- «Пума»

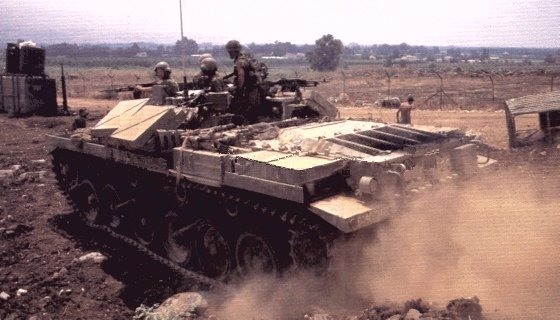
Нагмашот

- 155-мм САУ із гарматою M68 (зі стволом довжиною 39 калібрів) — розроблена в 1978 році фірмою «Солт»; маса 51,8 тонн; дальність стрільби до 23,5 км; швидкість 35 км/год[5].